# Andrzej Bober (patrolog)
Andrzej Bober (ur. 1 stycznia 1917 w Starej Wsi, zm. 15 marca 1986 w Lublinie) – polski jezuita, patrolog, badacz dziejów wczesnochrześcijańskiego piśmiennictwa.

## Życiorys
24 października 1943 przyjął święcenia kapłańskie. Absolwent filologii klasycznej na UJ (1954). Doktorat w 1954 (Św. Augustyn w Polsce). Wykładał patrologię i języki klasyczne na jezuickim Wydziale Teologicznym w Krakowie i Warszawie, w Śląskim Wyższym Seminarium duchownym oraz Częstochowskim Wyższym Seminarium duchownym w Krakowie. W latach 1971–1983 wykładowca w Instytucie Historii Kościoła KUL. Zajmował się patrystyką iroszkocką, anglosaska oraz dziejami polskiej patrystyki. Autor wielu przekładów.

## Wybrane publikacje
- Antologia patrystyczna, Kraków: Wydawnictwo Apostolstwa Modlitwy 1966.
- Studia i teksty patrystyczne, Kraków: Wydawnictwo Apostolstwa Modlitwy 1967.
- Starożytne Reguły Zakonne, przekł. zbiorowy Andrzej Bober et al., wybór, wstępy, oprac. Marek Starowieyski, oprac. red. Emil Stanula, Warszawa: Akademia Teologii Katolickiej 1980.
- Millenium: pierwsze tysiąclecie chrześcijaństwa w świetle tekstów źródłowych t. 5: Anglia, Szkocja, Irlandia: teksty źródłowe do historii Kościoła i patrystyki I-IX w., wybrał, oprac., tł. z łac. Andrzej Bober, Lublin: TNKUL 1991.
- Pachomiana Latina, przekł. Andrzej Bober, Wojciech Miliszkiewicz, Marek Starowieyski, wstęp Vincent Desprez, oprac. M. Starowieyski, Kraków: "Tyniec" 1996.